# Штайнахер, Ханс-Петер
Ханс-Петер Штайнахер (нем. Hans-Peter Steinacher; род. 9 сентября 1968, Целль-ам-Зе) — австрийский яхтсмен, двукратный олимпийский чемпион в классе «Торнадо».
Штайнахер вместе с Романом Хагарой дважды подряд побеждал на Олимпийских играх в классе «Торнадо» в 2000 и 2004 годах.
На Олимпиаде 2008 года в Пекине пара Штайнахер/Хагара заняла лишь 9-е место.

## Статистика
Выступает с Хагара, Роман.
| Соревнование/Год        | 2000 | 2004 | 2008 |
| ----------------------- | ---- | ---- | ---- |
| Летние Олимпийские игры | 1    | 1    | 9    |